# Стара Єдлянка
Стара Єдлянка (пол. Stara Jedlanka) — село в Польщі, у гміні Устимів Любартівського повіту Люблінського воєводства. Населення — 350 осіб (2011).

## Історія
За даними етнографічної експедиції 1869—1870 років під керівництвом Павла Чубинського, у селі переважно проживали римо-католики, меншою мірою — греко-католики, які розмовляли українською мовою.

## Демографія
Демографічна структура станом на 31 березня 2011 року:
|          | Загалом | Допрацездатний вік | Працездатний вік | Постпрацездатний вік |
| -------- | ------- | ------------------ | ---------------- | -------------------- |
| Чоловіки | 169     | 31                 | 125              | 13                   |
| Жінки    | 181     | 39                 | 100              | 42                   |
| Разом    | 350     | 70                 | 225              | 55                   |